# 格林伍德 (密西西比州)
格林伍德（英語：Greenwood）是一個位於美國密西西比州利福勒縣的城市。根據2010年美國人口普查，該地共人口15,205人，而該地的面積約為33.70平方千米。同時該地也是利福勒縣的縣治。

## 地理
格林伍德的座標為33°31′07″N 90°11′02″W / 33.51861°N 90.18389°W，而該地的平均海拔高度為40米（即131英尺）。